# Sedmoj sputnik
Sedmoj sputnik (russisk: Седьмой спутник, da.: Den syvende satellit) er en sovjetisk spillefilm fra 1967 instrueret af Grigorij Aronov og Aleksej German. Filmen er baseret på en roman af samme navn af Boris Lavrenev med manuskript af Edgar Dubrovskij og Jurij Klepikov. Filmen er Aleksej Germans debut som instruktør.

## Handling
Filmen foregår i 1918 i Petrograd (Sankt Petersborg) i tiden umiddelbart efter Oktoberrevolutionen. Den nye regering har annonceret iværksættelse af Den røde terror og den nådesløse udryddelse af "kontrarevolutionære" er nu i gang. Tidligere general i kejserens hær og juraprofessor ved militærakademiet Jevgenij Pavlovitj Adamov arresteres og placeres i et rum, der i hast er blevet indrettet til en fangecelle. I rummet sidder ikke kun soldater og officerer fra kejserens tidligere hær og adelige, men også forskellige småforbrydere. De indsatte frygter hver dag, at blive for til den ventende "retssag", der næsten altid leder til den samme dom: Henrettelse ved skydning. 
Adamov gør sig ingen forhåbninger og venter tålmodigt på sin død, men pludselig sættes han fri. Adamov havde i 1905 nægtet at straffe to matroser, der havde nægtet at adlyde deres kaptajns ulovlige ordrer, og den nye bolsjevikregering har vurderet, at dette giver grundlag for at løslade den gamle general. Men Adamovs tilværelse er ødelagt. Han er uden arbejde, uden rationeringsmærker, og hans lejlighed med flere værelser er for længst blevet givet til andre beboere. Han vandrer rundt i Petrograd indtil aftenen og vender tilbage til fængslet. Fængselskommandanten lader ham af medlidenhed overnatte og tilbyder ham derefter til stillingen som vaskemand.
Senere tilbydes han et job som efterforsker, og han begynder at arbejde for den nye regering. I efteråret 1919, under Nikolaj Judenitjs offensiv mod Petrograd under borgerkrigen, befinder Adamov sig nær fronten som militærspecialist, hvor han efterforsker mordene på medlemmer af den militære konfiskationsenhed ("prodotrjad"). Igen står generalen over for et forsøg på lovløshed fra bolsjevikkernes side, og han forsøger resolut at forhindre dette, men han bliver ikke længere lyttet til, de mistænkte bliver skudt uden retssag eller efterforskning. Judenitjs hær bryder igennem linjerne, og Adamov bliver taget til fange af de "hvide". Under forhøret afsløres Adamovs identitet. Han blev straks inviteret til at slutte sig til den hvide bevægelses rækker og kæmpe for Ruslands frihed. Adamov nægter imidlertid og forklarer, hvorfor han gik ind på at tjene bolsjevikkerne og ikke vil gå over til de Hvide. Adamov forklarer, at "der er store legemer i rummet, der tiltrækker mindre legemer. Og når en syvende satellit dukker op, tiltrækker den alle andre legemer, uanset deres vilje og ønsker." Officeren forstår ikke, hvad den tidligere general taler om, og da Adamov fortsat nægter at gå over til de Hvide, føres han bort og bliver skudt

## Medvirkende
- Andrej Popov – Jevgenij Pavlovitj Adamov
- Aleksandr Anisimov – Kujhtin
- Georgij Sjtil – Kimka
- Pjotr Tjernov – Zykov
- Valentin Abramov - formand for Hus komiteen for de fattige
- Aleksej Batalov - kommissær
- Oleg Basilasjvili - arrestofficer (ukrediteret)